# CLOSE YOUR EYES/YAMATO
「CLOSE YOUR EYES/YAMATO」（クローズ・ユーア・アイズ/ヤマト）は、2005年8月24日に発売された、日本のミュージシャンである長渕剛の38枚目のシングル。

## 解説
東映映画『男たちの大和 YAMATO』主題歌。オリジナルアルバムには未収録。
オリコンチャートでは初登場4位を記録。「しあわせになろうよ」以来約2年ぶりのトップ5入りで、初登場でのトップ5入りは「指切りげんまん」以来約7年ぶりとなった。
平成の最後にあたる2019年4月30日に坂本龍一によるピアノ演奏とコーラスに総勢20名の中学生を従えて演奏された。また2022年9月27日に行われた安倍晋三の国葬でも演奏された。

## 収録曲
1. CLOSE YOUR EYES
  - 作詞・作曲・編曲：長渕剛、ストリングスアレンジ：瀬尾一三
2. YAMATO
  - 作詞・作曲・編曲：長渕剛
3. CLOSE YOUR EYES（instrumental）
4. YAMATO（instrumental）